# Klooster Velika Remeta

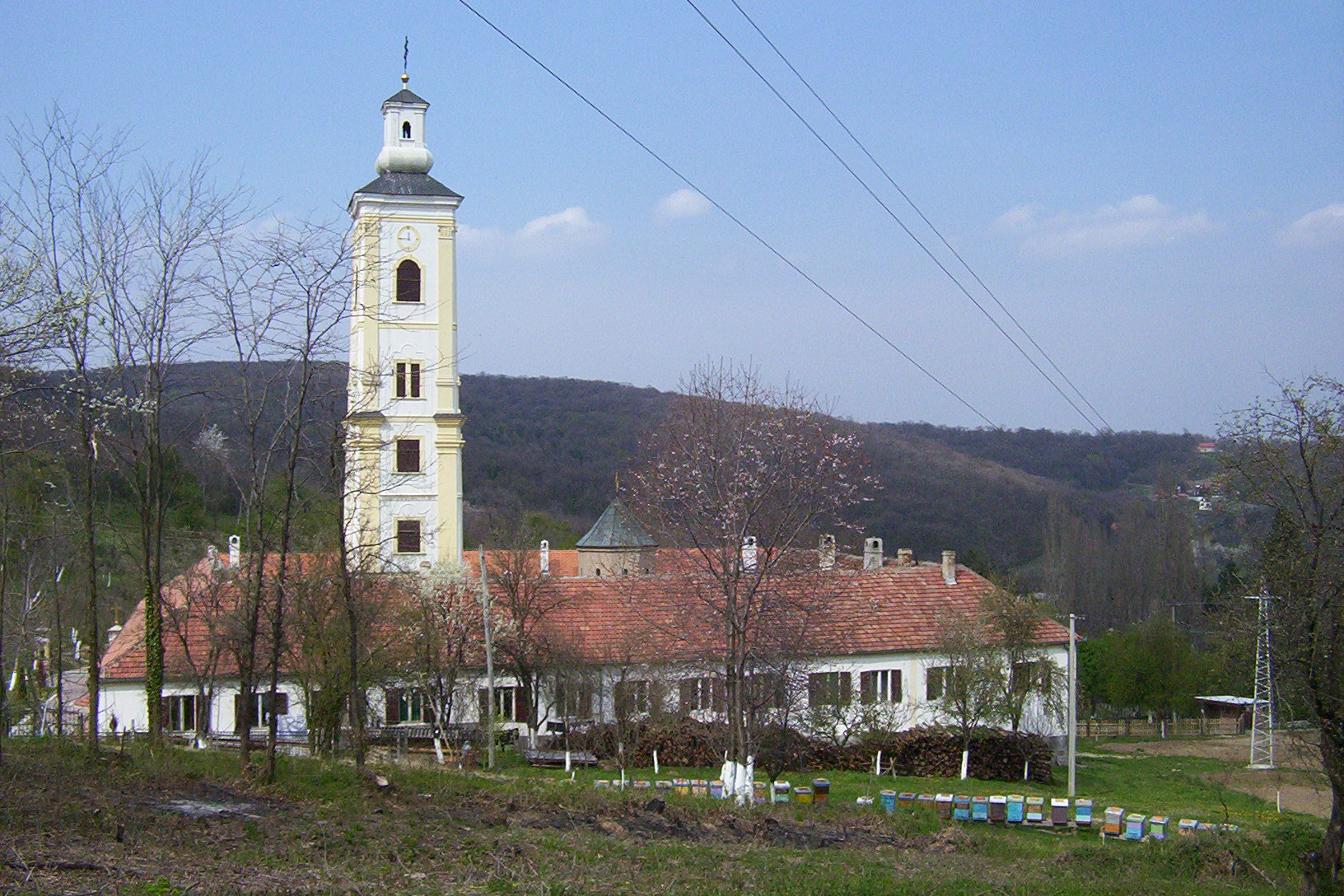
Klooster Velika Remeta

Het klooster Velika Remeta (Servisch: Манастир Велика Ремета, Manastir Velika Remeta) is een Servisch-orthodox klooster gelegen in de Fruška Gora in de Servische autonome provincie Vojvodina. Volgens de traditie werd het gesticht door koning Dragutin. De vroegste historische vermeldingen van het klooster dateren uit 1562.